# Mohammad Umar Shadab
Mohammad Umar Shadab (abreviado Shadab) es un aracnólogo pakistaní.
Diplomado en la Universidad de Karachi en 1972, trabajó en el Museo Americano de Historia Natural
Es un especialista en las arañas Gnaphosidae, y escribió numerosos artículos con Norman I. Platnick.

## Taxones nombrados en su honor
- Cryptoerithus shadabi Platnick & Baehr, 2006

## Taxones descritos
| - Apopyllus Platnick & Shadab, 1984 - Apopyllus huanuco Platnick & Shadab, 1984 - Apopyllus isabelae Brescovit & Lise, 1993 - Apopyllus ivieorum Platnick & Shadab, 1984 - Apopyllus malleco Platnick & Shadab, 1984 - Apopyllus now Platnick & Shadab, 1984 - Camillina antigua Platnick & Shadab, 1982 - Camillina arequipa Platnick & Shadab, 1982 - Camillina balboa Platnick & Shadab, 1982 - Camillina bimini Platnick & Shadab, 1982 - Camillina caldas Platnick & Shadab, 1982 - Camillina calel Platnick & Shadab, 1982 - Camillina campeche Platnick & Shadab, 1982 - Camillina cauca Platnick & Shadab, 1982 - Camillina cayman Platnick & Shadab, 1982 - Camillina chiapa Platnick & Shadab, 1982 - Camillina chincha Platnick & Shadab, 1982 - Camillina claro Platnick & Shadab, 1982 - Camillina colon Platnick & Shadab, 1982 - Camillina cruz Platnick & Shadab, 1982 - Camillina gaira Platnick & Shadab, 1982 - Camillina huanta Platnick & Shadab, 1982 - Camillina isla Platnick & Shadab, 1982 - Camillina jeris Platnick & Shadab, 1982 - Camillina merida Platnick & Shadab, 1982 - Camillina mogollon Platnick & Shadab, 1982 - Camillina mona Platnick & Shadab, 1982 - Camillina nevada Platnick & Shadab, 1982 - Camillina nevis Platnick & Shadab, 1982 - Camillina nova Platnick & Shadab, 1982 - Camillina oruro Platnick & Shadab, 1982 - Camillina piura Platnick & Shadab, 1982 - Camillina puebla Platnick & Shadab, 1982 - Camillina punta Platnick & Shadab, 1982 - Camillina tarapaca Platnick & Shadab, 1982 - Cesonia bixleri Platnick & Shadab, 1980 - Cesonia boca Platnick & Shadab, 1980 - Cesonia bryantae Platnick & Shadab, 1980 - Cesonia cana Platnick & Shadab, 1980 - Cesonia cerralvo Platnick & Shadab, 1980 - Cesonia chickeringi Platnick & Shadab, 1980 - Cesonia coala Platnick & Shadab, 1980 - Cesonia cuernavaca Platnick & Shadab, 1980 - Cesonia desecheo Platnick & Shadab, 1980 - Cesonia ditta Platnick & Shadab, 1980 - Cesonia gertschi Platnick & Shadab, 1980 - Cesonia iviei Platnick & Shadab, 1980 - Cesonia leechi Platnick & Shadab, 1980 - Cesonia maculata Platnick & Shadab, 1980 - Cesonia nadleri Platnick & Shadab, 1980 - Cesonia rothi Platnick & Shadab, 1980 - Cesonia ubicki Platnick & Shadab, 1980 - Chileomma Platnick, Shadab & Sorkin, 2005 - Chileomma campana Platnick, Shadab & Sorkin, 2005 - Chileomma chilensis Platnick, Shadab & Sorkin, 2005 - Chileomma franckei Platnick, Shadab & Sorkin, 2005 - Chileomma malleco Platnick, Shadab & Sorkin, 2005 - Chileomma petorca Platnick, Shadab & Sorkin, 2005 - Chileomma rinconada Platnick, Shadab & Sorkin, 2005 - Chileomma ruiles Platnick, Shadab & Sorkin, 2005 - Chileuma Platnick, Shadab & Sorkin, 2005 - Chileuma paposo Platnick, Shadab & Sorkin, 2005 - Chileuma renca Platnick, Shadab & Sorkin, 2005 - Chileuma serena Platnick, Shadab & Sorkin, 2005 - Chilongius Platnick, Shadab & Sorkin, 2005 - Chilongius eltofo Platnick, Shadab & Sorkin, 2005 - Chilongius frayjorge Platnick, Shadab & Sorkin, 2005 - Chilongius huasco Platnick, Shadab & Sorkin, 2005 | - Chilongius molles Platnick, Shadab & Sorkin, 2005 - Chilongius palmas Platnick, Shadab & Sorkin, 2005 - Cryptocellus becki Platnick & Shadab, 1977 - Cryptocellus bocas Platnick & Shadab, 1981 - Cryptocellus chiriqui Platnick & Shadab, 1981 - Cryptocellus fagei Cooke & Shadab, 1973 - Cryptocellus gamboa Platnick & Shadab, 1981 - Cryptocellus glenoides Cooke & Shadab, 1973 - Cryptocellus goodnighti Platnick & Shadab, 1981 - Cryptocellus hanseni Cooke & Shadab, 1973 - Cryptocellus isthmius Cooke & Shadab, 1973 - Cryptocellus osa Platnick & Shadab, 1981 - Cryptocellus peckorum Platnick & Shadab, 1977 - Cryptocellus striatipes Cooke & Shadab, 1973 - Cryptocellus verde Platnick & Shadab, 1981 - Cryptocellus whitticki Platnick & Shadab, 1977 - Drassodes angulus Platnick & Shadab, 1976 - Drassodes mirus Platnick & Shadab, 1976 - Drassyllus alachua Platnick & Shadab, 1982 - Drassyllus antonito Platnick & Shadab, 1982 - Drassyllus baccus Platnick & Shadab, 1982 - Drassyllus callus Platnick & Shadab, 1982 - Drassyllus cerrus Platnick & Shadab, 1982 - Drassyllus chibus Platnick & Shadab, 1982 - Drassyllus coajus Platnick & Shadab, 1982 - Drassyllus durango Platnick & Shadab, 1982 - Drassyllus eurus Platnick & Shadab, 1982 - Drassyllus gammus Platnick & Shadab, 1982 - Drassyllus huachuca Platnick & Shadab, 1982 - Drassyllus mazus Platnick & Shadab, 1982 - Drassyllus mirus Platnick & Shadab, 1982 - Drassyllus ojus Platnick & Shadab, 1982 - Drassyllus puebla Platnick & Shadab, 1982 - Drassyllus salton Platnick & Shadab, 1982 - Drassyllus sinton Platnick & Shadab, 1982 - Drassyllus sonus Platnick & Shadab, 1982 - Drassyllus talus Platnick & Shadab, 1982 - Drassyllus tepus Platnick & Shadab, 1982 - Drassyllus tinus Platnick & Shadab, 1982 - Drassyllus villus Platnick & Shadab, 1982 - Drassyllus zimus Platnick & Shadab, 1982 - Gertschosa Platnick & Shadab, 1981 - Gertschosa palisadoes Platnick & Shadab, 1981 - Gnaphosa chiapas Platnick & Shadab, 1975 - Gnaphosa chihuahua Platnick & Shadab, 1975 - Gnaphosa dentata Platnick & Shadab, 1975 - Gnaphosa maritima Platnick & Shadab, 1975 - Gnaphosa potosi Platnick & Shadab, 1975 - Gnaphosa salsa Platnick & Shadab, 1975 - Gnaphosa saxosa Platnick & Shadab, 1975 - Gnaphosa snohomish Platnick & Shadab, 1975 - Gnaphosa sonora Platnick & Shadab, 1975 - Herpyllus brachet Platnick & Shadab, 1977 - Herpyllus frio Platnick & Shadab, 1977 - Herpyllus gertschi Platnick & Shadab, 1977 - Herpyllus giganteus Platnick & Shadab, 1977 - Herpyllus iguala Platnick & Shadab, 1977 - Herpyllus malkini Platnick & Shadab, 1977 - Herpyllus perote Platnick & Shadab, 1977 - Herpyllus sherus Platnick & Shadab, 1977 - Neozimiris chickeringi Platnick & Shadab, 1976 - Neozimiris crinis Platnick & Shadab, 1976 - Neozimiris exuma Platnick & Shadab, 1976 - Neozimiris levii Platnick & Shadab, 1976 - Neozimiris nuda Platnick & Shadab, 1976 - Neozimiris pinta Platnick & Shadab, 1976 - Neozimiris pinzon Platnick & Shadab, 1976 - Pseudocellus dissimulans (Cooke & Shadab, 1973) |

- Datos: Q3318965
- Especies: Mohammad Umar Shadab